# Шевре, Жан
Жан Шевре (15 марта 1747, Милан — 5 августа 1820, там же) — французский философ-моралист и писатель эпохи Революции.

## Биография
С 1765 года был библиотекарем в Королевской библиотеке. После начала Великой французской революции написал и опубликовал большое количество сочинений на политические и религиозные темы. Основой его философских взглядов являлось признание «жизненного энтузиазма» человека как первопричины стремления к свободе. По его мнению, в религии не существует принципов, которые могли бы всегда оставаться постоянными. Был одним из редакторов издания Journal la Librairie.